# Очеретянка фіджійська
Очеретянка фіджійська (Horornis ruficapilla) — вид горобцеподібних птахів родини Cettiidae.

## Поширення
Ендемік Фіджі. Його природними середовищами існування є субтропічні або тропічні низові тропічні ліси.

## Опис
Дрібний птах, завдовжки 12-13 см, вагою до 12,7 г.

## Спосіб життя
Мешкає у густих лісах. Полює на дрібних комах у підліску і на землі.

## Підвиди
- Horornis ruficapilla castaneoptera (Mayr, 1935) — поширений на острові Вануа Леву;
- Horornis ruficapilla funebris (Mayr, 1935) — поширений на острові Тавеуні;
- Horornis ruficapilla badiceps (Finsch, 1876) — поширений на острові Віті Леву;
- Horornis ruficapilla ruficapilla (E. P. Ramsay, 1876) — поширений на острові Кадаву.